# 육사시문학상
이육사시문학상은 민족시인 이육사 탄생 100주년을 맞아 이육사의 생애와 문학정신을 기리고 계승하기 위해 대구방송이 2004년 제정한 문학상이다.

## 역대 수상 작품
- 2004년 1회  80대에 들어 쓴 시조를 모았음에도 불구하고 신진작가에게나 볼 수 있는 재치와 야심을 그대로 유지하면서도 부드러움까지 겸비해 현대 시문학에 있어서 경이로운 작품으로 평가받은 정완영 <이승의 등불>[1]
- 2005년 2회 김종길 <해가 많이 짧아졌다>[2]
  - 신인상 손택수 <호랑이 발자국>
- 2006년 3회 허만하 <야생의 꽃>
- 2007년 4회 이수익 <꽃나무 아래의 키스>
- 2008년 5회 정희성 <돌아다보면 문득>[3]
- 2009년 6회 김형영 <나무 안에서>
- 2010년 7회 운명의 형식으로서 고독과 허무를 깊이 있게 천착하면서 그것을 사랑과 슬픔으로 따스하게 치유하려는 서정적 휴머니즘이 돋보인 정일근 <기다린다는 것에 대하여>
- 2011년 8회 천양희 <나는 가끔 우두커니가 된다>
- 2012년 9회 충만된 아름다움과 현대적 서정의 시집으로서 와해되어가는 농촌현실과 취락적 인간관계, 그것들에 반응하는 예리한 감정의 화문을 부드러운 물질로 정화시키는 매혹적인 힘을 지닌 박형준 <생각날 때 마다 물었다>
- 2013년 10회 물의 상상력을 바탕으로 생명과 삶의 본질과 현상을 집중 탐구한 것으로 평가된 문정희 <카르마의 바다>[4]
- 2014년 11회 타락한 세상, 추락한 권위로 특징되는 현실을 살아가는 지식인의 자기모멸감을 예술적으로 승화한 이성복 <래여애반다라>[5]
- 2015년 12회 김소연 <수학자의 아침>
- 2016년 13회 김해자 <집에 가자>
- 2017년 14회 이하석 <천둥의 뿌리>